# La Cambe (Calvados)
Pour les articles homonymes, voir La Cambe.
La Cambe est une commune française, située dans le département du Calvados dans la région de Normandie, peuplée de 552 habitants.

## Géographie
La Cambe est une commune du Calvados située dans le Bessin et le parc naturel régional des Marais du Cotentin et du Bessin, à 7,5 kilomètres d'Isigny-sur-Mer et 23 kilomètres de Bayeux. La Cambe se trouve sur le trajet de la route nationale 13 qui relie Cherbourg à Paris.

### Hydrographie
La commune est située dans le bassin Seine-Normandie. Elle est drainée par l'Aure, le ruisseau du Moulin d'Annebey, le ruisseau du Moulin, un bras de l'Aure et le canal 01 du Hameau Raiton,,.
L'Aure, d'une longueur de 82 km, prend sa source dans la commune de Caumont-sur-Aure et se jette dans la Vire en limite d'Osmanville, Isigny-sur-Mer et Carentan-les-Marais, après avoir traversé 26 communes.

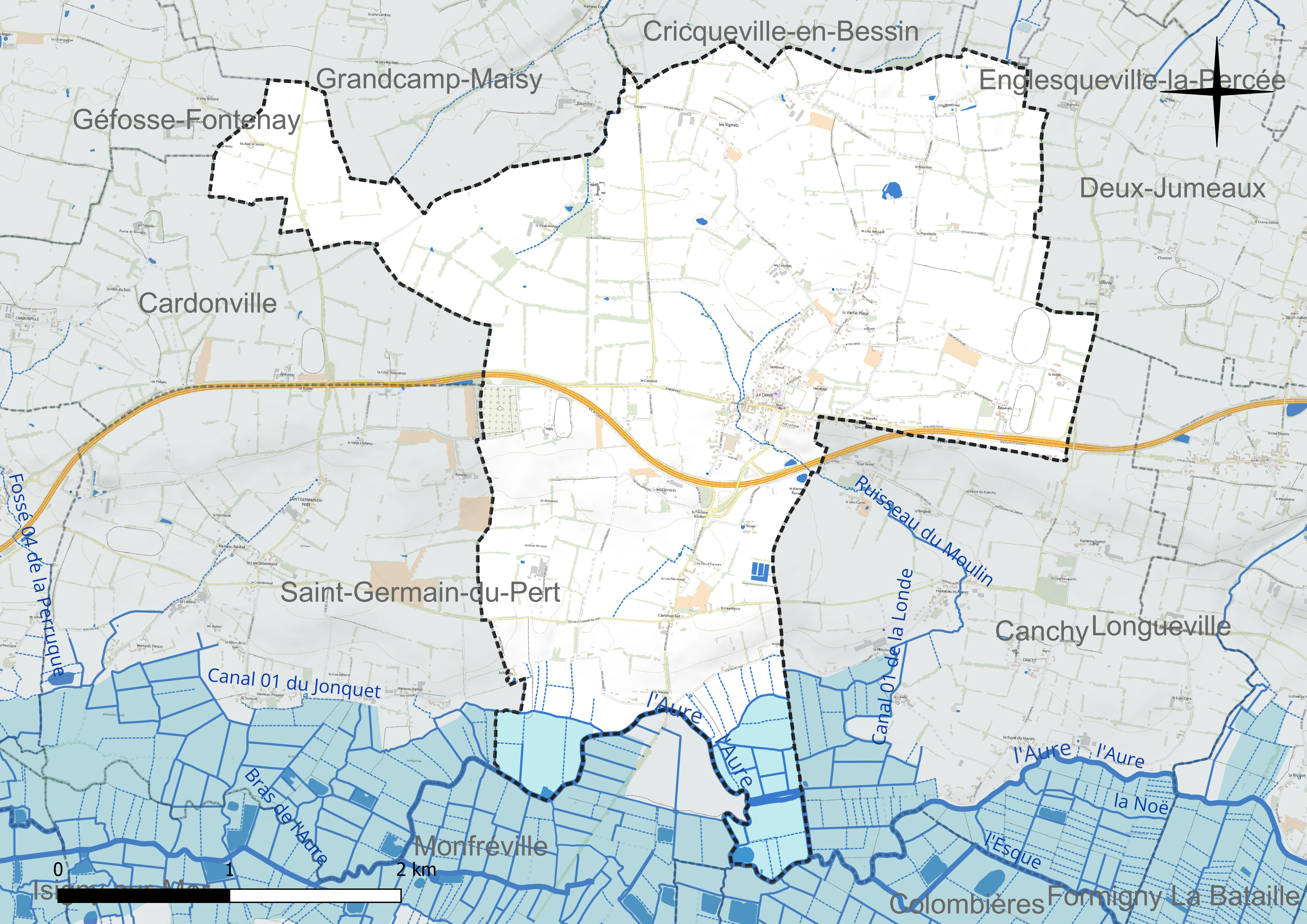
Réseau hydrographique de la Cambe.

### Climat
Pour des articles plus généraux, voir Climat de la Normandie et Climat du Calvados.
En 2010, le climat de la commune est de type climat océanique franc, selon une étude du CNRS s'appuyant sur une série de données couvrant la période 1971-2000. En 2020, Météo-France publie une typologie des climats de la France métropolitaine dans laquelle la commune est exposée à un climat océanique et est dans la région climatique Normandie (Cotentin, Orne), caractérisée par une pluviométrie relativement élevée (850 mm/a) et un été frais (15,5 °C) et venté. Parallèlement le GIEC normand, un groupe régional d'experts sur le climat, différencie quant à lui, dans une étude de 2020, trois grands types de climats pour la région Normandie, nuancés à une échelle plus fine par les facteurs géographiques locaux. La commune est, selon ce zonage, exposée à un « climat maritime », correspondant au Cotentin et à l'ouest du département de la Manche, frais, humide et pluvieux, où les contrastes pluviométrique et thermique sont parfois très prononcés en quelques kilomètres quand le relief est marqué.
Pour la période 1971-2000, la température annuelle moyenne est de 11,1 °C, avec une amplitude thermique annuelle de 10,9 °C. Le cumul annuel moyen de précipitations est de 819 mm, avec 13,5 jours de précipitations en janvier et 7,2 jours en juillet. Pour la période 1991-2020, la température moyenne annuelle observée sur la station météorologique la plus proche, située sur la commune de Balleroy-sur-Drôme à 22 km à vol d'oiseau, est de 11,2 °C et le cumul annuel moyen de précipitations est de 924,3 mm,. Pour l'avenir, les paramètres climatiques de la commune estimés pour 2050 selon différents scénarios d'émission de gaz à effet de serre sont consultables sur un site dédié publié par Météo-France en novembre 2022.

## Urbanisme

### Typologie
Au 1er janvier 2024, La Cambe est catégorisée commune rurale à habitat dispersé, selon la nouvelle grille communale de densité à 7 niveaux définie par l'Insee en 2022.
Elle est située hors unité urbaine et hors attraction des villes,.

### Occupation des sols

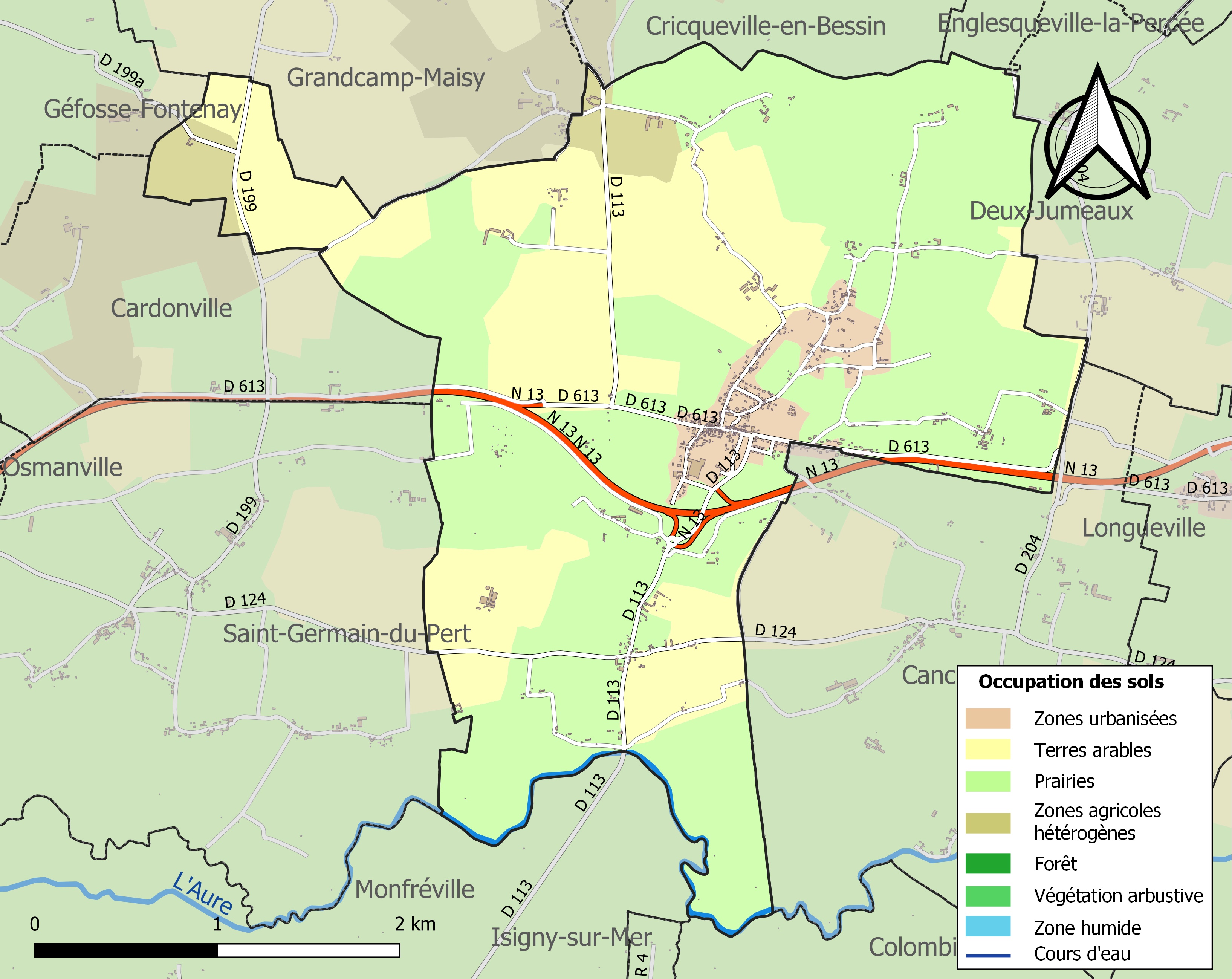
Carte des infrastructures et de l'occupation des sols de la commune en 2018 (CLC).

L'occupation des sols de la commune, telle qu'elle ressort de la base de données européenne d'occupation biophysique des sols Corine Land Cover (CLC), est marquée par l'importance des territoires agricoles (95,3 % en 2018), une proportion identique à celle de 1990 (95,3 %). La répartition détaillée en 2018 est la suivante : prairies (60,9 %), terres arables (30,8 %), zones urbanisées (4,7 %), zones agricoles hétérogènes (3,6 %).
L'évolution de l'occupation des sols de la commune et de ses infrastructures peut être observée sur les différentes représentations cartographiques du territoire : la carte de Cassini (XVIIIe siècle), la carte d'état-major (1820-1866) et les cartes ou photos aériennes de l'IGN pour la période actuelle (1950 à aujourd'hui).

## Toponymie
Le nom de la localité est attesté sous les formes Camba versus Vada Viriœ vers 1250 (Historiens de France, t. XXIII, p. 608) ; Camba en 1277.
Cambe est un terme d'ancien français qui désignait une brasserie, lieu de fabrication de la bière,.

## Histoire
En 1830, fut découvert sur la commune une nécropole gauloise. On y a retrouvé pas moins de 3 300 pièces et médailles gallo-romaines.

## Politique et administration
| Période                                  | Période   | Identité            | Étiquette              | Qualité                                                      |
| ---------------------------------------- | --------- | ------------------- | ---------------------- | ------------------------------------------------------------ |
| 1951                                     | mars 1980 | Emmanuel Villedieu  | UNR puis Non-inscrit   | Notaire, député (1959-1962) (suppléant de Raymond Triboulet) |
| mars 1980                                | 1983      | Paulette Villedieu  |                        | Femme du précédent                                           |
| 1983                                     | 1995      | Roland Toquet       | SE                     | Agriculteur                                                  |
| 1995                                     | mars 2008 | Jean-Pierre Onufryk | MoDem[réf. nécessaire] | Médecin                                                      |
| mars 2008                                | En cours  | Bernard Lenice      | SE                     | Inspecteur en systèmes numériques                            |
| Les données manquantes sont à compléter. |           |                     |                        |                                                              |

## Démographie
L'évolution du nombre d'habitants est connue à travers les recensements de la population effectués dans la commune depuis 1793. Pour les communes de moins de 10 000 habitants, une enquête de recensement portant sur toute la population est réalisée tous les cinq ans, les populations de référence des années intermédiaires étant quant à elles estimées par interpolation ou extrapolation. Pour la commune, le premier recensement exhaustif entrant dans le cadre du nouveau dispositif a été réalisé en 2006.
En 2022, la commune comptait 552 habitants, en évolution de −2,99 % par rapport à 2016 (Calvados : +1,58 %, France hors Mayotte : +2,11 %).
| 1793 | 1800 | 1806  | 1821 | 1831 | 1836 | 1841 | 1846 | 1851 |
| ---- | ---- | ----- | ---- | ---- | ---- | ---- | ---- | ---- |
| 810  | 822  | 1 011 | 873  | 785  | 840  | 880  | 903  | 903  |

| 1856 | 1861 | 1866 | 1872 | 1876 | 1881 | 1886 | 1891 | 1896 |
| ---- | ---- | ---- | ---- | ---- | ---- | ---- | ---- | ---- |
| 888  | 890  | 914  | 932  | 943  | 930  | 901  | 931  | 874  |

| 1901 | 1906 | 1911 | 1921 | 1926 | 1931 | 1936 | 1946 | 1954 |
| ---- | ---- | ---- | ---- | ---- | ---- | ---- | ---- | ---- |
| 817  | 750  | 781  | 634  | 584  | 639  | 666  | 688  | 742  |

| 1962 | 1968 | 1975 | 1982 | 1990 | 1999 | 2006 | 2011 | 2016 |
| ---- | ---- | ---- | ---- | ---- | ---- | ---- | ---- | ---- |
| 730  | 615  | 540  | 552  | 588  | 518  | 609  | 631  | 569  |

| 2021 | 2022 | - | - | - | - | - | - | - |
| ---- | ---- | - | - | - | - | - | - | - |
| 550  | 552  | - | - | - | - | - | - | - |

## Économie
La commune se situe dans la zone géographique des appellations d'origine protégée (AOP) Beurre d'Isigny et Crème d'Isigny.

## Culture locale et patrimoine

### Lieux et monuments
- Château de Jucoville de la fin du XVIIIe siècle et sa chapelle.
- Ferme-manoir de Savigny du XVe siècle : la ferme-manoir, rattachée au fief de Jucoville, possession de la famille de Faoucq, date probablement du XVe siècle. Subsiste de cette époque, une tour défensive construite en alternance en pierre calcaire et en pierre plate de Maisy, accolée au logis. Cette tour abrite un escalier hélicoïdal, et à sa base les traces d'un garde-manger. Percée de plusieurs meurtrières, elle arbore à son sommet une fenêtre destinée vraisemblablement à la surveillance. De la tour, une porte permet d'accéder au logis seigneurial. Certaines fenêtres ont conservé la trace de grilles, comme celle de la cuisine du logis. Vers 1840-1850 le logis est remanié, et c'est pendant le XIXe siècle que sont érigés la plupart des communs (écurie, étable, etc.) entourant le logis. Dans le jardin, une mare avec un fond pavé, servit certainement de lavoir. Un moulin aurait semble-t-il exister à proximité du domaine[30].
- Église Notre-Dame de La Cambe : dans le mur sud de la chapelle méridionale sont conservés les vestiges gothiques du tombeau de l'abbé Le François, conseiller au Parlement de Rouen.
- Chapelle Saint-Roch du château de Jucoville.
- Cimetière allemand de la Seconde Guerre mondiale : sur deux hectares, reposent 21 222 soldats tombés lors des combats de 1944. À proximité du cimetière se trouve le jardin de la Paix sur trois hectares. 1 200 érables y sont plantés en symbole de paix, financés par des donateurs de différents pays.
- « La haie expérimentale » : La Cambe accueille un projet de haie expérimentale depuis quelques années, à l'initiative des professeurs du lycée Alain-Chartier de Bayeux. Elle longe le stade de la commune.

Le cimetière militaire allemand de la Seconde Guerre mondiale
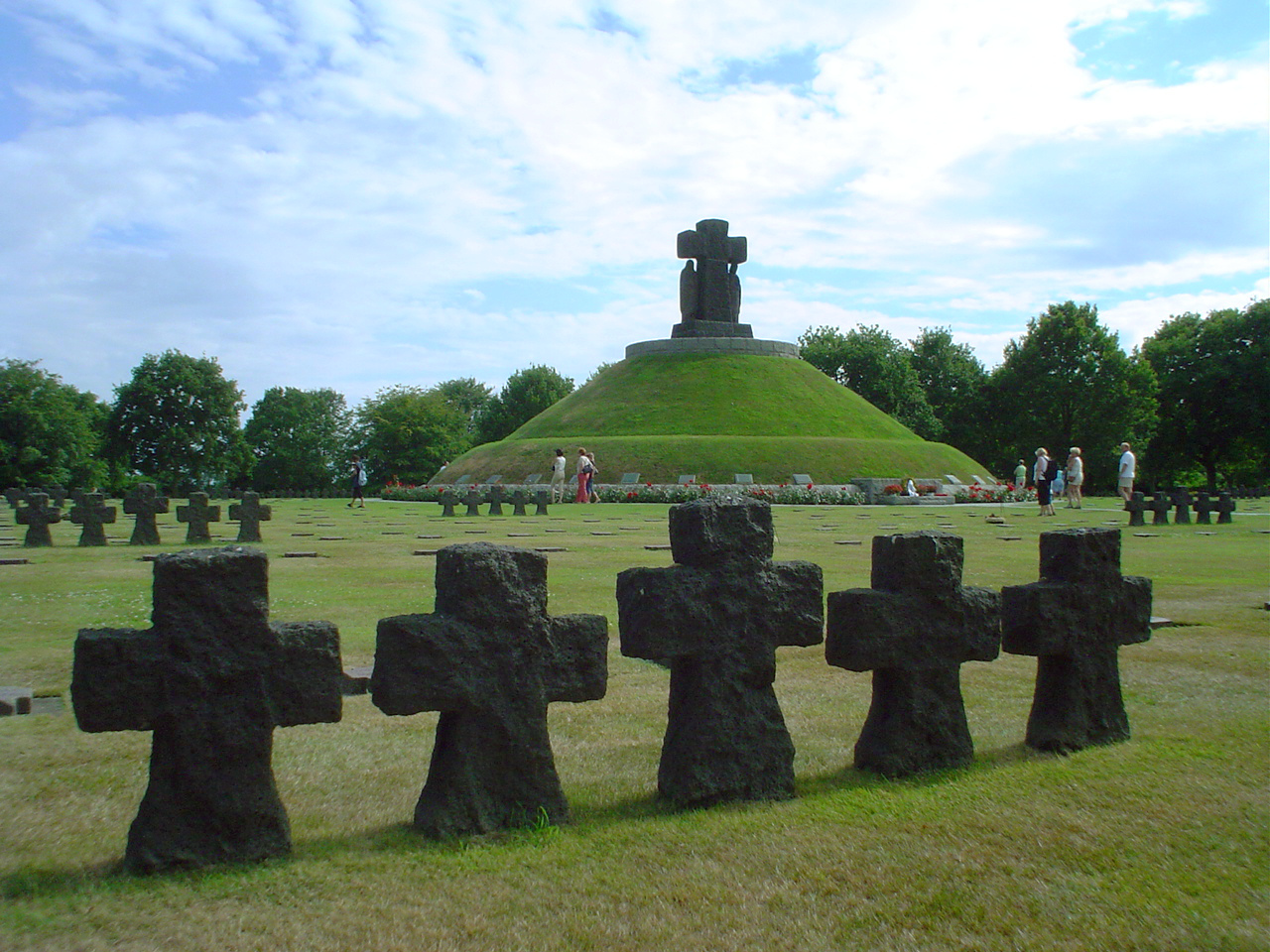
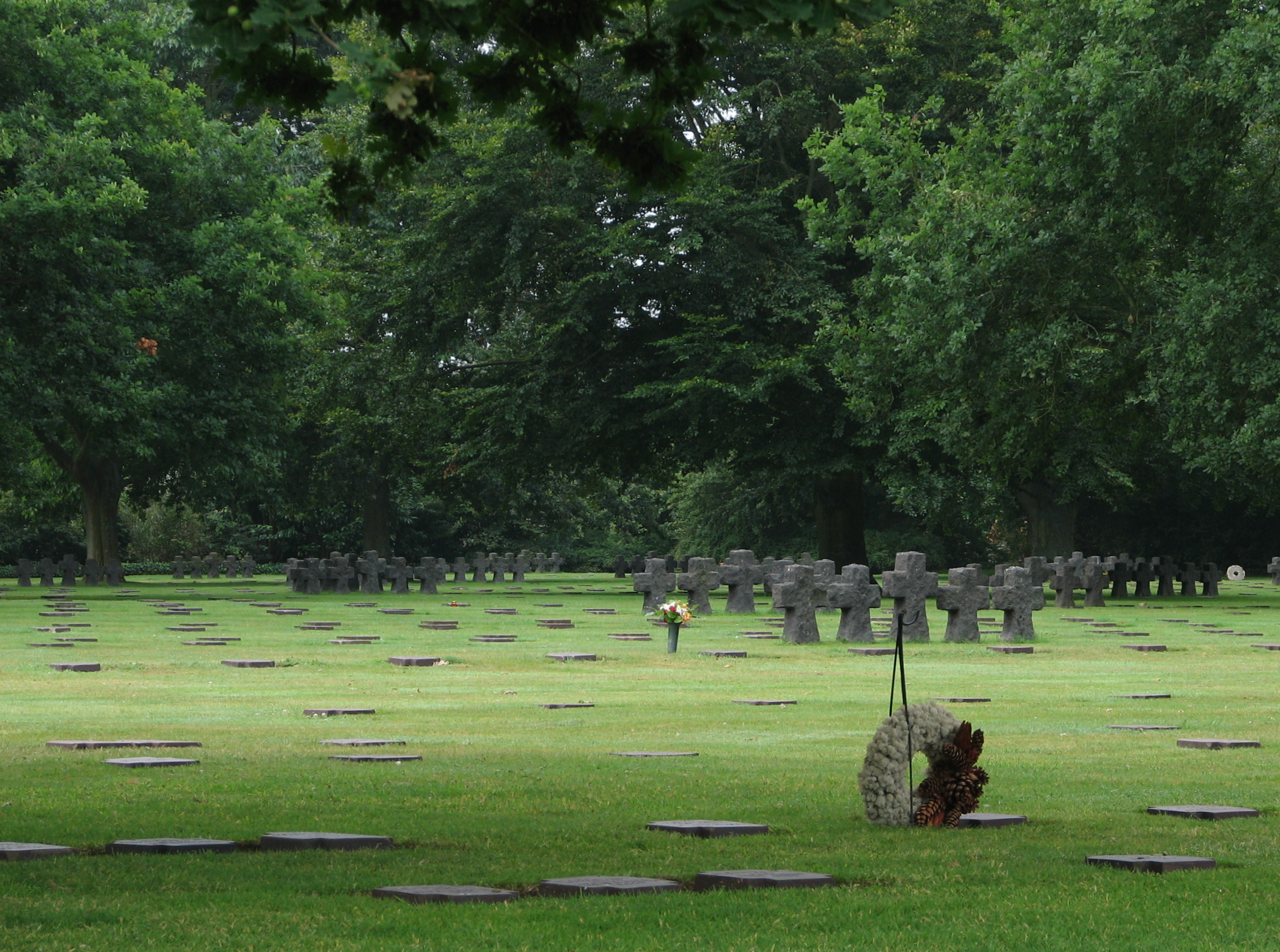
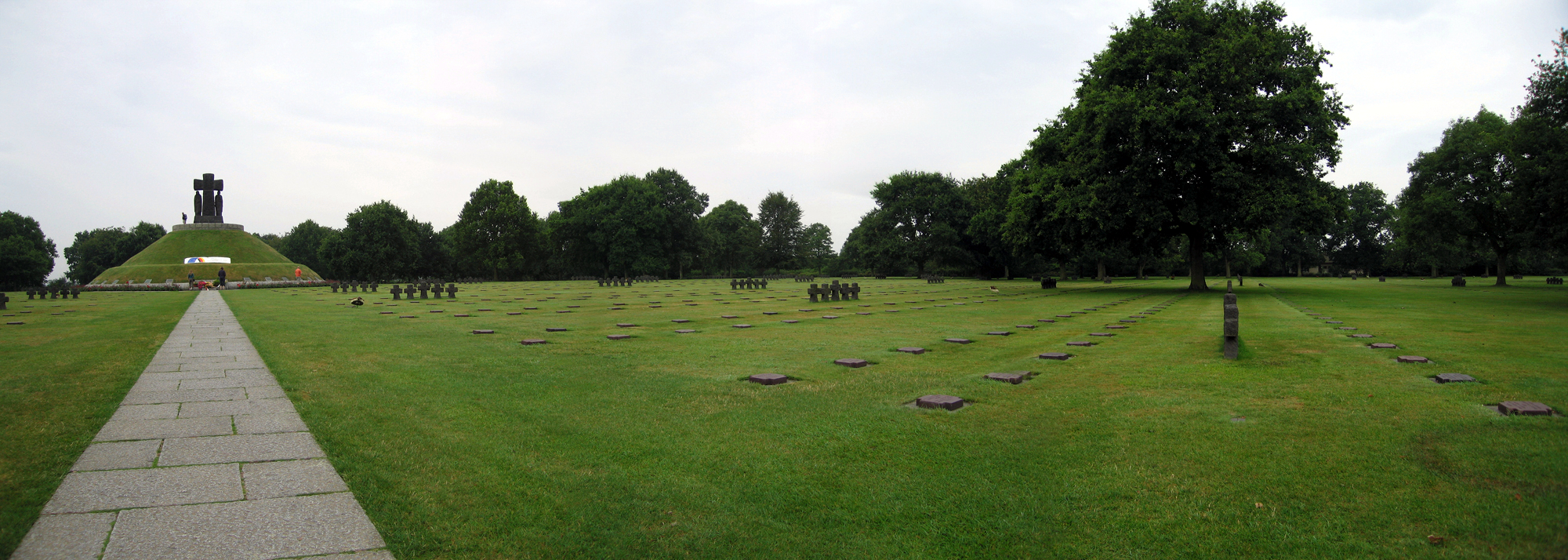
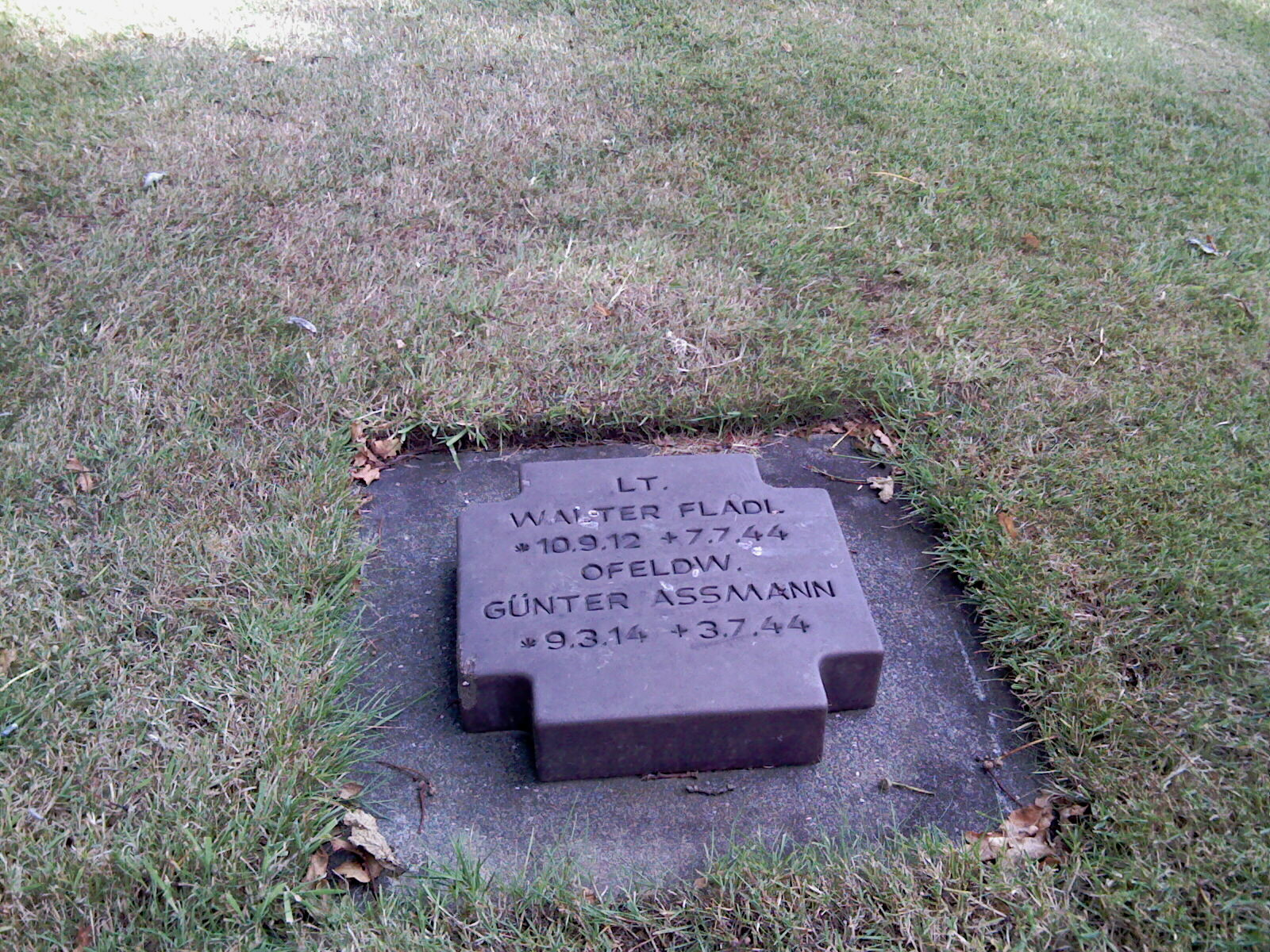

### Héraldique
|  | Les armoiries de La Cambe se blasonnent ainsi : De sinople à la faux d'argent passée en sautoir avec une fourche du même, à la roue dentée aussi d'argent remplie du champ brochant en cœur et à la balance de sable, les plateaux d'argent brochant en pointe, au chef parti : au I de gueules à deux léopards d'or l'un au-dessus de l'autre, au II d'or au chevron de gueules accompagné de quatre merlettes du même. Les deux léopards d'or sur champ de gueules rappellent les armes de la Normandie. |